# Methodologie
Die Methodologie (griechisch μεθοδολογία, in etwa die ‚Lehre über die Vorgehensweise‘) bezeichnet sowohl die Lehre von den Methoden einer einzelnen Disziplin als auch die allgemeine Lehre wissenschaftlicher Methoden als Teil der Logik und der Philosophie. Methodologien liefern den theoretischen Begründungsrahmen für methodische Vorgehensweisen.
Gefragt wird hier nach den Kriterien dafür, welche Methode für eine bestimmte Art der Anwendung geeignet ist, warum eine bestimmte Methode angewandt werden muss oder angewendet wird und keine andere. Verständnisfragen zum methodischen Weg werden hier geklärt. Die Methodologie ist demnach eine Metawissenschaft und somit eine Teildisziplin der Wissenschaftstheorie. Demgegenüber bezeichnet Methodik das Methodenwissen des Praktikers oder des Wissenschaftlers.